# Orituco tuyensis
Orituco tuyensis is een hooiwagen uit de familie Zalmoxioidae.